# Klemmbergpark
Der Klemmbergpark ist ein denkmalgeschützter Park in der Stadt Weißenfels in Sachsen-Anhalt. Im örtlichen Denkmalverzeichnis ist der Park als Denkmalbereich verzeichnet.

## Allgemeines
Der Klemmbergpark wurde als Bürgerpark auf dem Klemmberg in den Jahren 1904 bis 1907 angelegt. Er liegt östlich der Altstadt von Weißenfels auf dem Klemmberg. Der Untergrund des Parks besteht aus Buntsandstein. Seit 2001 ist er als Geschützter Landschaftsbestandteil anerkannt und steht seit dem 27. Februar 2015 unter Denkmalschutz. Im heutigen Umfang bildet der Klemmbergpark in Ost-West-Richtung ein T. Das Westende befindet sich am Bismarckturm nahe der Hangkante und das Ostende an der Feldherrnbank. Zentral im Park befinden sich der Sowjetische Ehrenfriedhof und der Schillerstein.

## Denkmäler
In der Parkanlage befinden sich verschiedene Denkmäler.

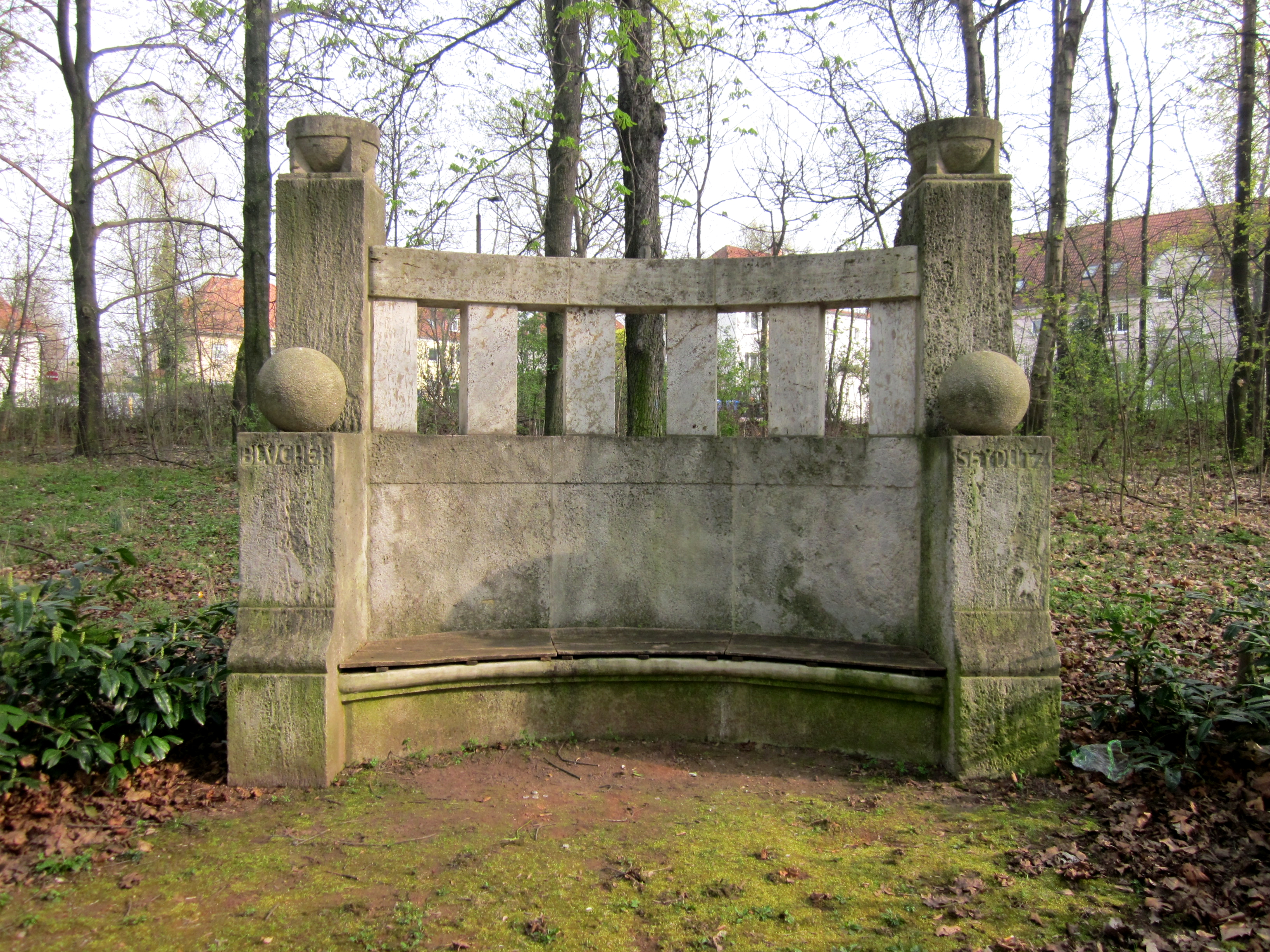
Feldherrenbank in Weißenfels

### Feldherrenbank
Die Feldherrenbank besteht heute aus einer leicht geschwungenen Bank. Auf den Lehnen befinden sich zwei Kugeln. Zwei bronzene Büsten, die zur Bank gehörten, verschwanden in den 1930er Jahren. Es wird angenommen, dass die Bank anlässlich des 100. Jahrestag der Völkerschlacht bei Leipzig von Paul Juckoff im Jahre 1913 errichtet wurde. Sie ist den beiden preußischen Reitergeneralen Friedrich Wilhelm von Seydlitz und Gebhard Leberecht von Blücher gewidmet. Die Feldherrenbank wurde 2005 saniert.

### Sowjetischer Ehrenfriedhof
Die Gedenkanlage wurde am 3. April 1949 als Sowjetischer Ehrenfriedhof übergeben. Während der Zeit der DDR wurde behauptet, dass hier im Kampf gegen den Faschismus gefallene Soldaten der Sowjetunion begraben liegen. Da aber die Gebiete westlich der Elbe von der US Army befreit wurden, kann diese Aussage nicht stimmen. Ähnlich wie in Halle handelt es sich eher um eine Gedenkanlage für gestorbenen gefangenen Soldaten der Gefangenenlager von Weißenfels und aus der näheren Umgebung.
Ein Zaun umgibt die Anlage, in deren Mitte eine Stele mit einem fünfzackigen Sowjetstern steht. Umgeben ist die Stele von gleichförmigen Gräbern, die mittlerweile zugewachsen sind, so dass man deren Inschriften nicht mehr lesbar sind. An der Südseite der Stele stehen die Worte:

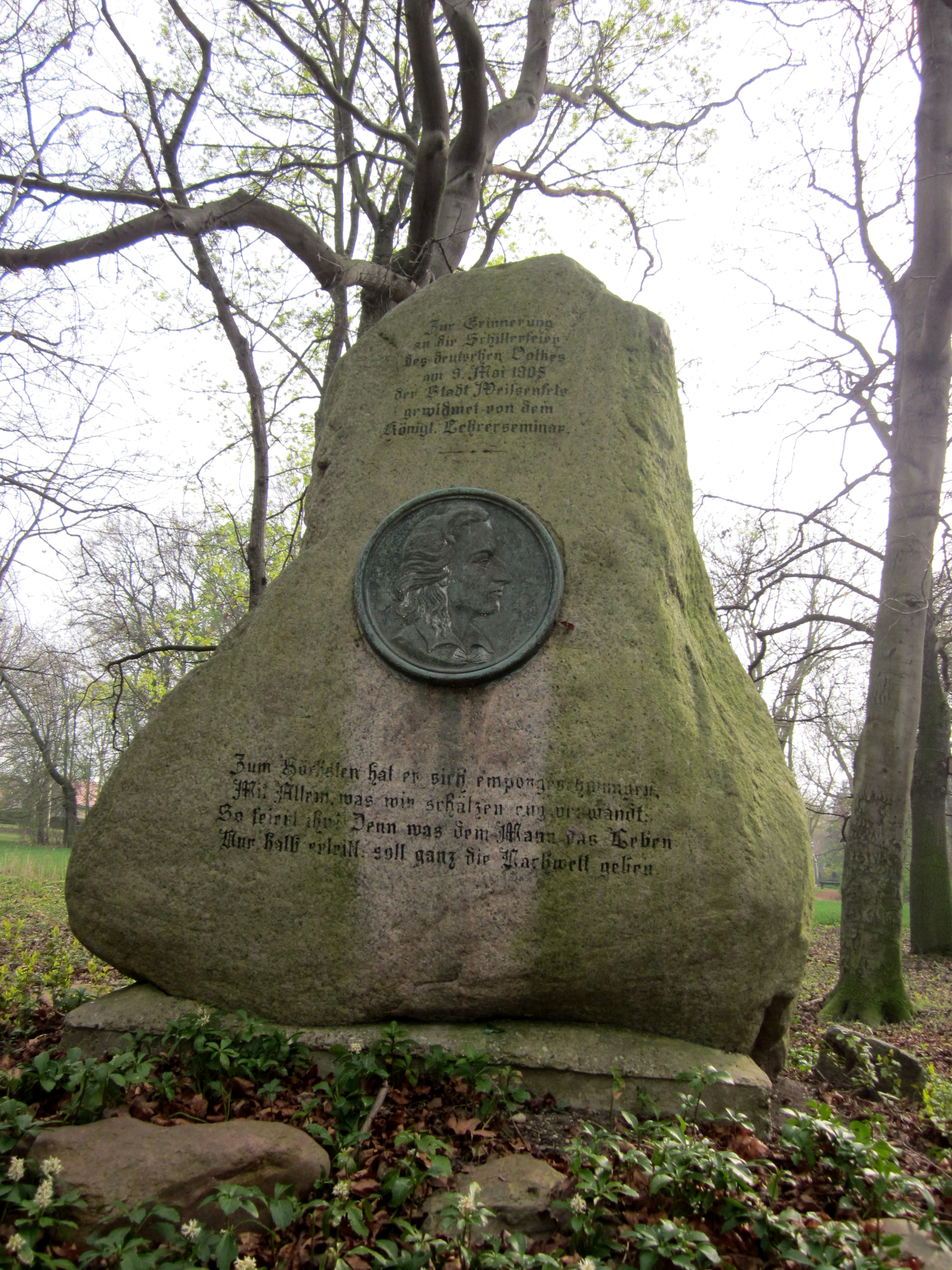
Schillerstein in Weißenfels

"Вечная память

жертвам фашизма

павшим в борьбе

за свободу и независимость

советской родины"
Auf Deutsch:
Ewiges Gedenken

den Opfern des Faschismus

gefallen im Kampf

für Freiheit und Unabhängigkeit

der sowjetischen Heimat.

### Schillerstein
Der Schillerstein wurde anlässlich des 100. Todestages von Friedrich Schiller im Jahre 1905 aufgestellt, gestiftet vom Königlichen Lehrerseminar Weißenfels. Die Inschrift des Schillersteins lautet:
Zum Höchsten hat er sich empor geschwungen. 

Mit allem, was wir schätzen, eng verwandt. 

So feiert ihn! Denn was dem Mann das Leben 

nur halb erteilt, soll ganz die Nachwelt geben
sowie
Zur Erinnerung

an die Schillerfeier

des deutschen Volkes

am 9. Mai 1905

der Stadt Weißenfels

gewidmet von dem Königl. Lehrerseminar
Der Schillerstein ist ein Findling und zwischen den beiden Inschriften befindet sich eine, in den Findling eingelassene, Münze mit dem Porträt von Schiller.